# Dicliptera laxispica
Dicliptera laxispica är en akantusväxtart som beskrevs av Gustav Lindau. Dicliptera laxispica ingår i släktet Dicliptera och familjen akantusväxter. Inga underarter finns listade i Catalogue of Life.